# Get on Your Boots
Singles de U2
The Ballad of Ronnie Drew
(2008) Magnificent
(2009)
Get on Your Boots est une chanson du groupe de rock irlandais U2, 1er single extrait de leur 12e album studio No Line on the Horizon.

## Composition
À l'origine titrée "Four Letter Word" puis "Sexy Boots", la chanson est une démo de The Edge enregistrée via GarageBand dans son home studio.

## Thématique
La chanson raconte que Bono a emmené sa famille en vacances en France et qu'il a été témoin du survol d'avions de guerre au début de la guerre en Irak ; certaines des paroles sont du point de vue d'un homme qui écrit une lettre à son premier amour et qui raconte avoir été témoin du même événement.

## Clip
Le clip est réalisé par le Français Alexandre Courtès, qui a déjà travaillé avec U2 et a été tourné à Londres. Le groupe interprète la chanson devant des écrans vers où sont ensuite insérées des images de l'espace, de planètes, de femmes ou divers éléments.

## Remixes
La chanson a été remixée  par le groupe français Justice ainsi que par les DJ italiens Crookers,,.

## Liste des titres
| 1. | Get On Your Boots        | 3:24 |
| 2. | No Line on the Horizon 2 | 4:05 |

| 1. | Get On Your Boots        | 3:24 |
| 2. | No Line on the Horizon 2 | 4:08 |
| 3. | Get On Your Boots (Clip) | 3:31 |

## Classements
| Classement (2009)                             | Meilleure position |
| --------------------------------------------- | ------------------ |
| Australie - ARIA Charts                       | 26                 |
| Autriche                                      | 11                 |
| Belgique (Flandre Ultratop 50)                | 14                 |
| Belgique (Wallonie Ultratop 40)               | 13                 |
| Canada - Canadian Hot 100                     | 3                  |
| Pays-Bas - MegaCharts                         | 5                  |
| France SNEP                                   | 6                  |
| Allemagne - Media Control Charts              | 19                 |
| Irlande - Irish Singles Chart                 | 1                  |
| Italie - FIMI                                 | 4                  |
| Japon - Japan Hot 100                         | 2                  |
| Nouvelle-Zélande - RIANZ                      | 20                 |
| Norvège - VG-lista                            | 5                  |
| Espagne - Promusicae                          | 20                 |
| Suède - Sverigetopplistan                     | 8                  |
| Suisse - SwissCharts                          | 65                 |
| Royaume-Uni - UK Singles Chart                | 12                 |
| Europe - Hot 100                              | 6                  |
| États-Unis - Billboard Hot 100                | 37                 |
| États-Unis - Billboard Hot Modern Rock Tracks | 5                  |
| Venezuela - Pop Rock (Record Report)          | 3                  |

| Classement / pays (2009) | Position |
| ------------------------ | -------- |
| Hongrie                  | 143      |
| Italie                   | 100      |